# Hydrocotyle urbaniana
Hydrocotyle urbaniana är en växtart i släktet Hydrocotyle och familjen araliaväxter.
Arten förekommer i Ecuador och Peru. Den beskrevs av Hermann Wolff 1908.